# Charlot Salwai

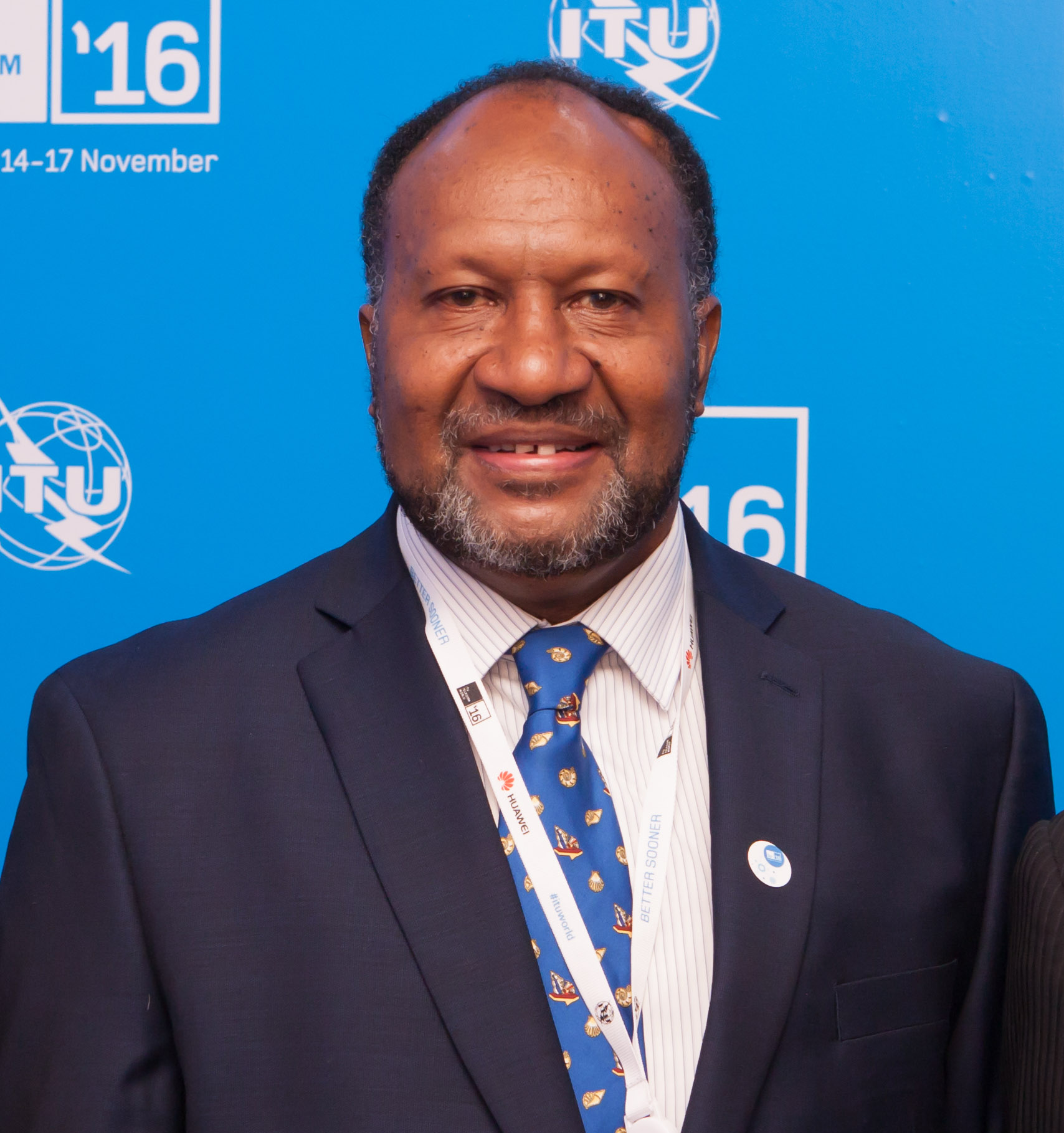
Charlot Salwai (2016)

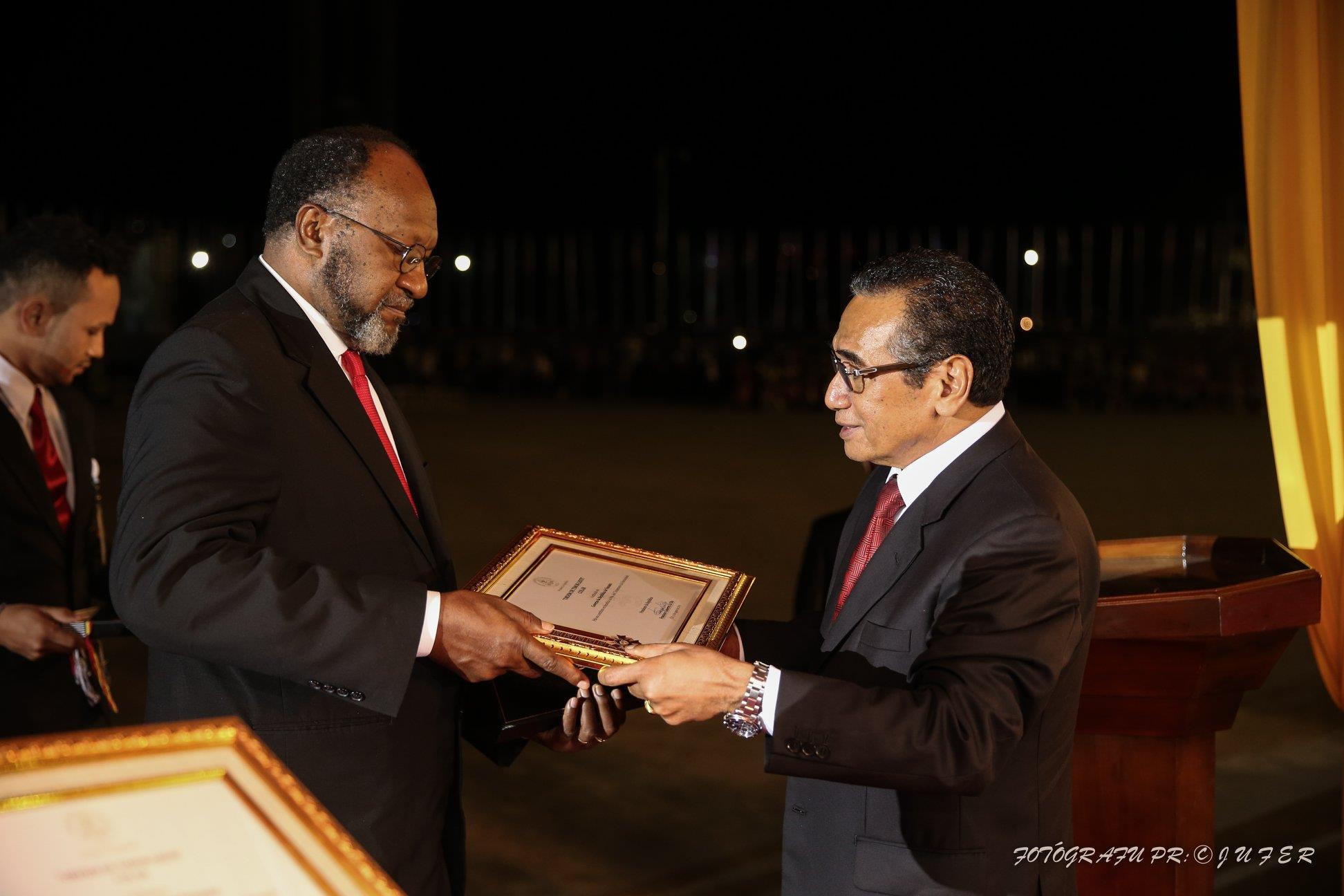
Charlot Salwai bekommt für den Staat Vanuatu den Ordem de Timor-Leste (2019)

Charlot Salwai (* 24. April 1963 auf der Pentecost-Insel, Vanuatu) ist ein vanuatuischer Politiker und war vom 6. Oktober 2023 bis zum 11. Februar 2025 Premierminister von Vanuatu, dieses Amt führte Salwai bereits vom 11. Februar 2016 bis zum 20. April 2020 aus.

## Leben
Salwai, zunächst Firmenbuchhalter, trat 1991 in die Politik als Sekretär des damaligen Premierministers Carlot Korman ein, es folgten weitere Positionen als politischer Berater in verschiedenen Ministerien, bevor er 2002 als Abgeordneter für Pentecost in das Parlament gewählt und bisher viermal wiedergewählt wurde.
Am 29. Juli 2004 wurde er zum Minister für Handel und Industrie ernannt und fungierte zudem von 2004 bis 2005 als Führer der Opposition, bis 2007 als Whip und dies erneut von 2013 bis 2014.
Zum 19. August 2004 übernahm er das Amt als Minister für Land und Naturressourcen und ab 2008 zweimal den Posten als Erziehungsminister. Zum 19. November 2012 folgte die Ernennung zum Minister für Finanzen und Wirtschaftsmanagement. Vom 15. Mai 2014 bis 11. Juni 2015 war er der Innenminister Vanuatus. Seine Wahl zum amtierenden Ministerpräsidenten der 11. Legislaturperiode erfolgte am 16. Februar 2016 in Ablösung seines Vorgängers Sato Kilman.
Am 20. April 2020 übernahm Bob Loughman Weibur das Amt. Am 8. Dezember 2020 wurde Salwai, wie auch sein ehemaliger Gesundheitsminister Jerome Ludvaune, von Korruptionsvorwürfen freigesprochen.
Salwai gehört der Blockbewegung Reunification of Movements for Change an, von 2002 bis 2012 der Union of Moderate Parties.
Seit dem 6. Oktober 2023 begleitet Salwai erneut das Amt des Premierministers.